# REWE Team Challenge

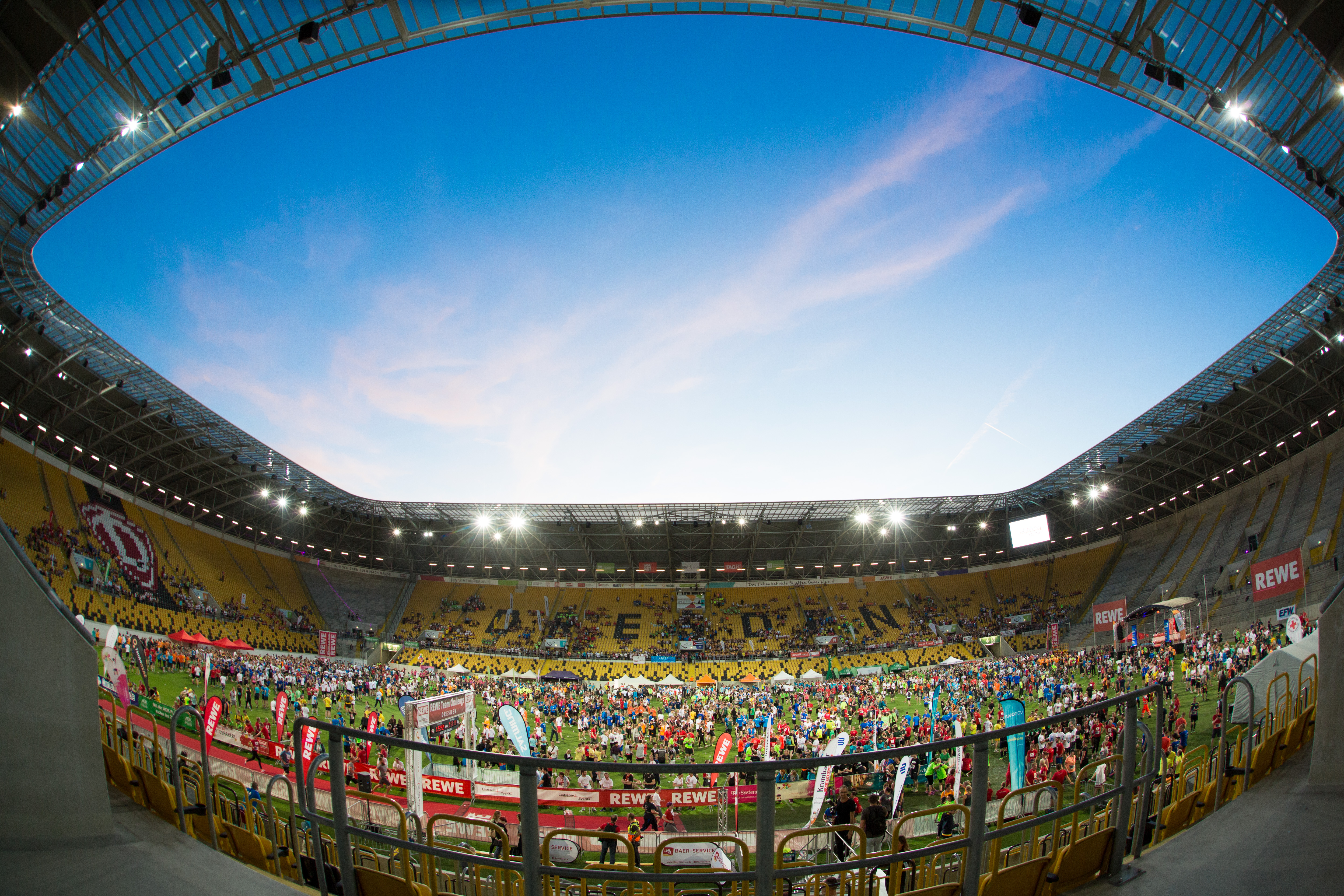
Rudolf-Harbig-Stadion zur 9. REWE Team Challenge 2017

Die REWE Team Challenge Dresden ist eine Laufveranstaltung und zählt zu den größten Firmenläufen Deutschlands. Sie wird von der Laufszene Events GmbH aus Dresden veranstaltet und organisiert. Bei der Breitensportveranstaltung können sich Teams à 4 Personen, aber auch Einzelstarter anmelden. Die zurückzulegende Strecke beträgt 5 Kilometer.

## Geschichte der REWE Team Challenge

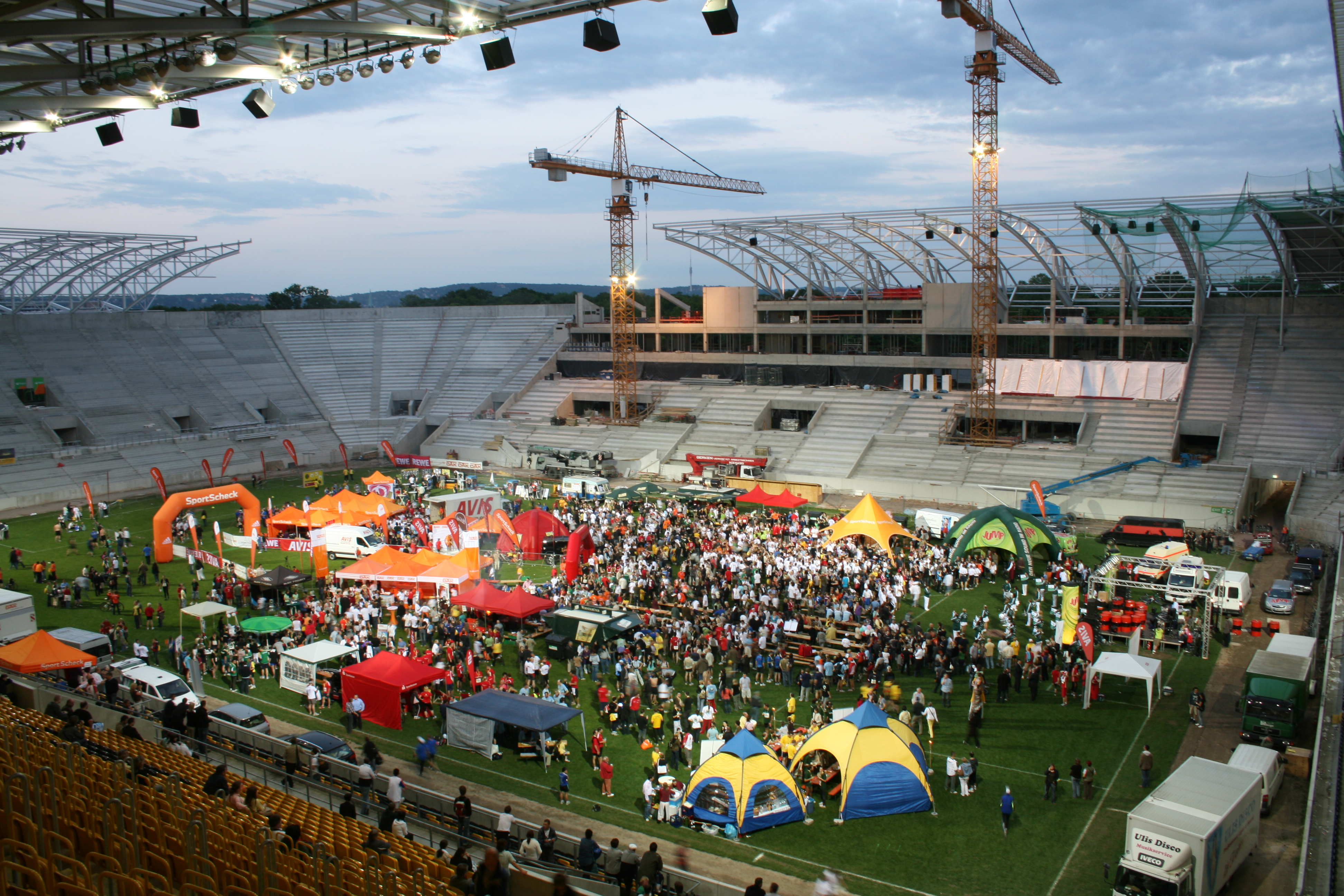
1. REWE Team Challenge im Rudolf-Harbig-Stadion Dresden

2009 startete die erste REWE Team Challenge mit 1.743 Teilnehmern aus 185 Firmen gesammelt in einer Startwelle. Die Läufer starteten am Kulturpalast, das Ziel lag im Rudolf-Harbig-Stadion. Zum Abschluss der Veranstaltung gab es im Stadion eine Lasershow. Bereits im Folgejahr stieg die Teilnehmerzahl um mehr als das Doppelte an – 3.580 Starter an der Zahl. In den anschließenden Jahren bis 2015 stieg die Teilnehmerzahl um mehr als das Siebenfache. In diesem Zuge feierte die REWE Team Challenge eine Premiere und startete erstmals in drei Startwellen à 4.500 Teilnehmern. Beginnend um 19 Uhr fielen die Startschüsse für die jeweiligen Startwellen im 45-Minuten-Takt. Auf Grund von weiteren zunehmenden Teilnehmerzahlen wurde in den drei Folgejahren in vier Startwellen gestartet, allerdings im Halbstundentakt, beginnend um 19 Uhr. Während 2016 die REWE Team Challenge mit 16.000 Teilnehmern erneut einen Teilnehmerrekord meldete, steigerte sich dies in den Folgejahren stetig auf insgesamt 20.000 Teilnehmer im Jahr 2018. Mit dem 10-jährigen Jubiläum der REWE Team Challenge 2018 konnten weitere Premieren gefeiert werden. So wurde die Lasershow aus den vorangegangenen Jahren durch ein Feuerwerk zum Abschluss abgelöst. Als besonderes Highlight gab es einen neuen Weltrekord, im Rückwärtslaufen, zur REWE Team Challenge – aufgestellt von Thomas Dold. Für den neuen Weltrekord im Rückwärtslaufen über 5 km startete Dold zehn Minuten vor der ersten Startwelle. Ziel war es vor dem ersten Vorwärtsläufer zu finishen und den bestehenden Rekord von Brian Godsey aus den USA mit einer Zeit von 19:31 Minuten zu unterbieten. Für den Rekordversuch wurde Dold von drei Radfahrern begleitet, darunter ein Wegweiser und eine Notarin. Thomas Dold erreichte vor dem ersten Vorwärtsläufer als erster (Rückwärts-)Läufer das Ziel des 5-km-Laufes mit einer Zeit von 19:07 Minuten und unterbot somit den bestehenden Weltrekord um 24 Sekunden.
Mit der Austragung der 15. Rewe Team Challenge wird ein neuer Teilnehmerrekord von 28500 Läufern gemeldet.

## Entwicklung der REWE Team Challenge 2009–2018

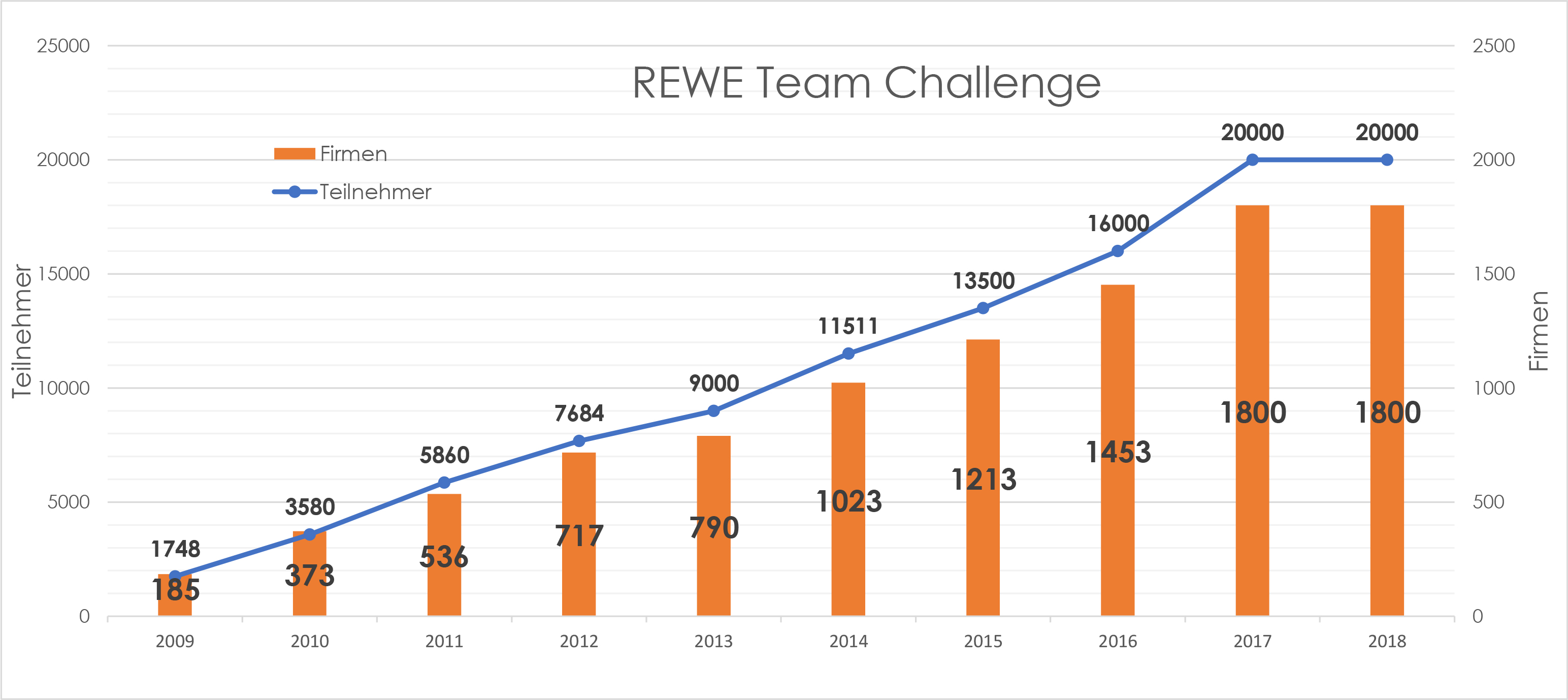
Entwicklung der REWE Team Challenge 2009-2018

## Bestzeiten

### Einzelwertung
| Frauen                                             | Männer                                             |
| -------------------------------------------------- | -------------------------------------------------- |
| Barbara Schütze 15:58 min (7. REWE Team Challenge) | Karl Bebendorf 14:13 min (12. REWE Team Challenge) |

### Teamwertung
| Frauen                                                                       | Männer                                           | Mixed                                                    |
| ---------------------------------------------------------------------------- | ------------------------------------------------ | -------------------------------------------------------- |
| Team Runners Point Local's Altmarkt-Galerie 1:13:36 (5. REWE Team Challenge) | Team SANTROTEC 1:01:24 (13. REWE Team Challenge) | TV Dresden Spitzen Team 1:07:06 (5. REWE Team Challenge) |

## Wertungen

### Die schnellsten Teams Frauen-, Männer-, Mixed-
Ein Team bei der REWE Team Challenge besteht aus vier Teilnehmern. In die Wertungen gehen Männer-, Frauen- und Mixed-Teams ein. Ein Mixed-Team besteht zum Beispiel aus drei Männern und einer Frau.

### Die teilnehmerstärkste Organisation
Den Titel für die teilnehmerstärkste Organisation erhält jene, welche die meisten Läufer zur REWE Team Challenge angemeldet hat. Dabei erreichten die Zahl der Teilnehmer teilweise weit über 100 Läufer pro Organisation.

### Das kreativste Outfit
Weiterhin werden durch ein Voting jedes Jahr die Teams mit den kreativsten Laufoutfits gesondert ausgezeichnet.

## Charity
Die REWE Team Challenge engagiert sich vor allem in Dresden für den Laufsport und möchte diesen nachhaltig fördern. Pro gelaufenen Kilometer jedes Starters wird der regionale Laufsport mit 5 Cent unterstützt. Die Spenden gehen an den Citylauf-Verein Dresden e.V. sowie an den Förderung Leichtathletik Dresden e.V.
Seit der ersten REWE Team Challenge konnten somit bereits 44.948 Euro an regionale Vereine gespendet werden. Darunter die Kindervereinigung Dresden, das SPIKE Jugendzentrum, der Sonnenstrahl e.V., Luba Dresden e.V. sowie der Citylauf-Verein Dresden e.V., der Verein Förderung Leichtathletik Dresden e.V.